# Mrima Hill mine

Mrima Hill mine är en stor niobgruva i södra Kenya, i närheten av Mombasa.